# Торговый центр

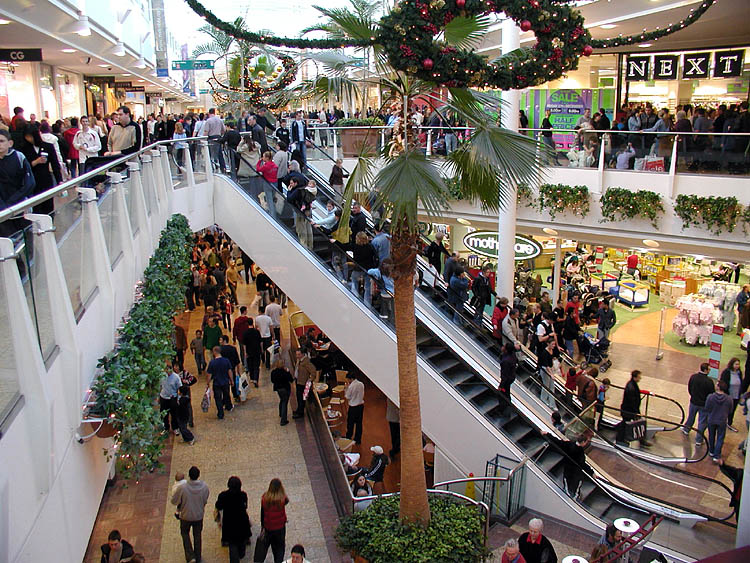
«The Mall» в Пэтчвей около Бристоля, Англия

Торго́вый центр (галерея, пассаж, торгово-развлекательный комплекс, торговый комплекс или молл, от англ. mall) — группа предприятий торговли, управляемых как единое целое и находящихся в одном здании или комплексе зданий.
По определению Международного совета торговых центров, торговым центром можно считать группу архитектурно объединённых розничных предприятий, управляемых единой компанией, обеспеченных парковкой и расположенных на специально спланированном участке. В литературе словосочетание «торговый центр» («крупный торговый центр», «местный торговый центр» и т. п.) может означать населённый пункт, в котором развита торговля чем-либо.

## История

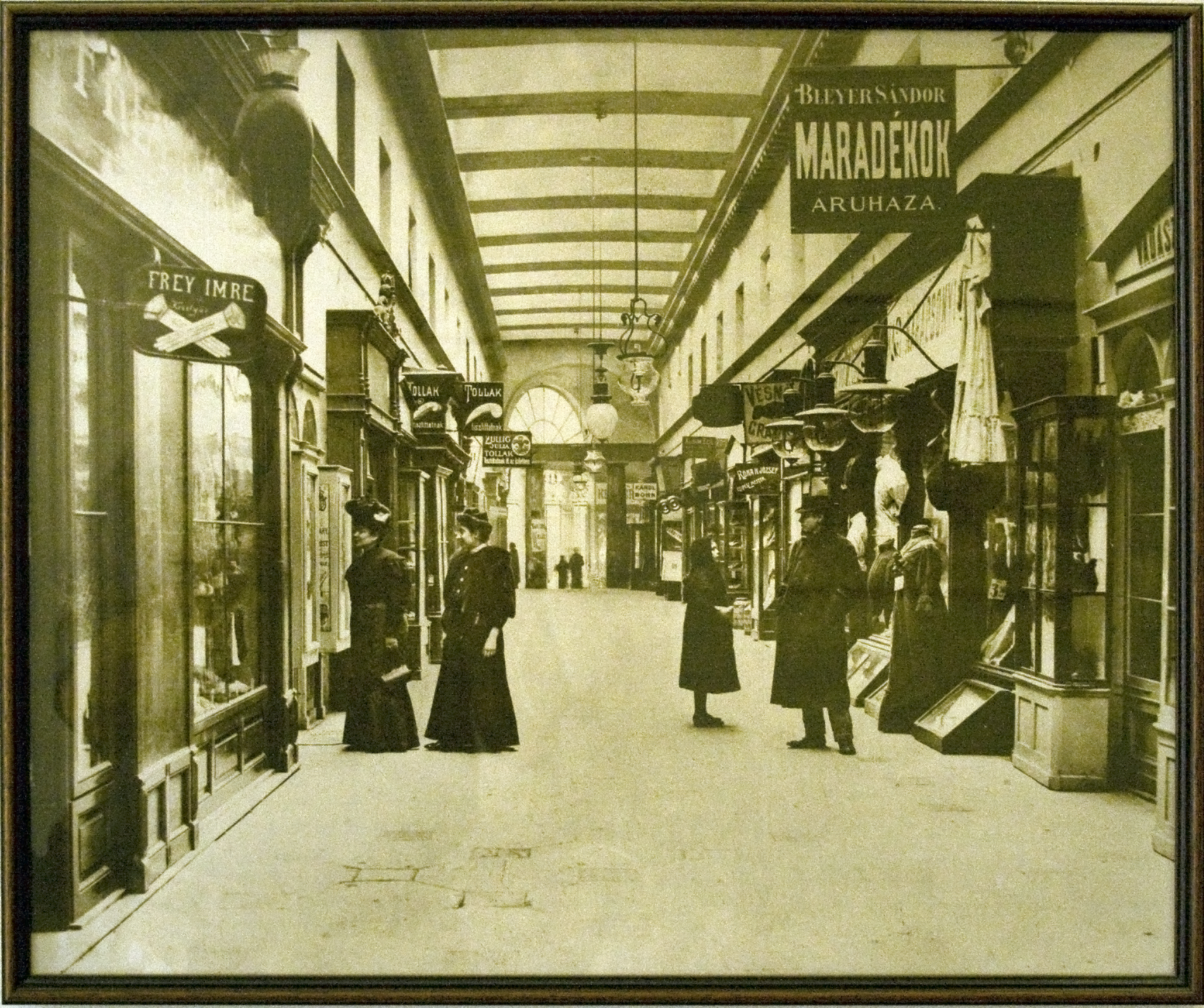
Пассаж в Будапеште, начало XX века

Предшественниками современных торговых центров были появившиеся в XIX веке в Европе (прежде всего в Париже) торговые пассажи, где магазины были размещены ярусами по сторонам широкого прохода-галереи, с остекленным перекрытием. Изначально они были проходными дворами, над которыми сооружали стеклянные крыши.
Торговые центры современного типа впервые появились в США в 1950-е годы в связи с развитием субурбанизации. Их родоначальником стал архитектор австрийского происхождения Виктор Грюн. Основополагающим элементом в архитектуре такого торгового центра (молла) стала автопарковка. Центральной точкой центра Грюн делал крупный универмаг («якорный арендатор»), вокруг которого размещались небольшие магазины. Для того чтобы выйти на парковку, посетитель центра должен был пройти через эти магазины. Виктор Грюн и его бюро Viсtor Gruen Associates спроектировали десятки моллов в разных штатах США. В 1990-е годы в США многие моллы закрылись, что было связано как с общим экономическим кризисом, так и с отказом от строительства «больших коробок с магазинами» в пользу так называемых lifestyle centers (торговых центров «открытого» типа, имитирующих пешеходные улицы с магазинами).

## Характеристика
Современный торговый центр может представлять собой большой торгово-развлекательный комплекс — многоэтажное здание, в котором кроме магазинов могут находиться также кафе, бары, казино, кинотеатр, боулинг и иное. Как правило, комплекс оборудован эскалаторами, лифтами, снабжён парковкой для личного транспорта покупателей и расположен около станций метро и остановок общественного транспорта или в спальных районах города. Такой торгово-развлекательный комплекс может представлять собой образец сосредоточия современной массовой культуры.
Крупнейшим торговым центром в мире по общей площади является Дубай Молл, который находится в г. Дубай (Объединённые Арабские Эмираты), рядом с небоскрёбом Бурдж-Халифа. В отношении размера торговой площади является шестым по величине в мире.

## Галерея

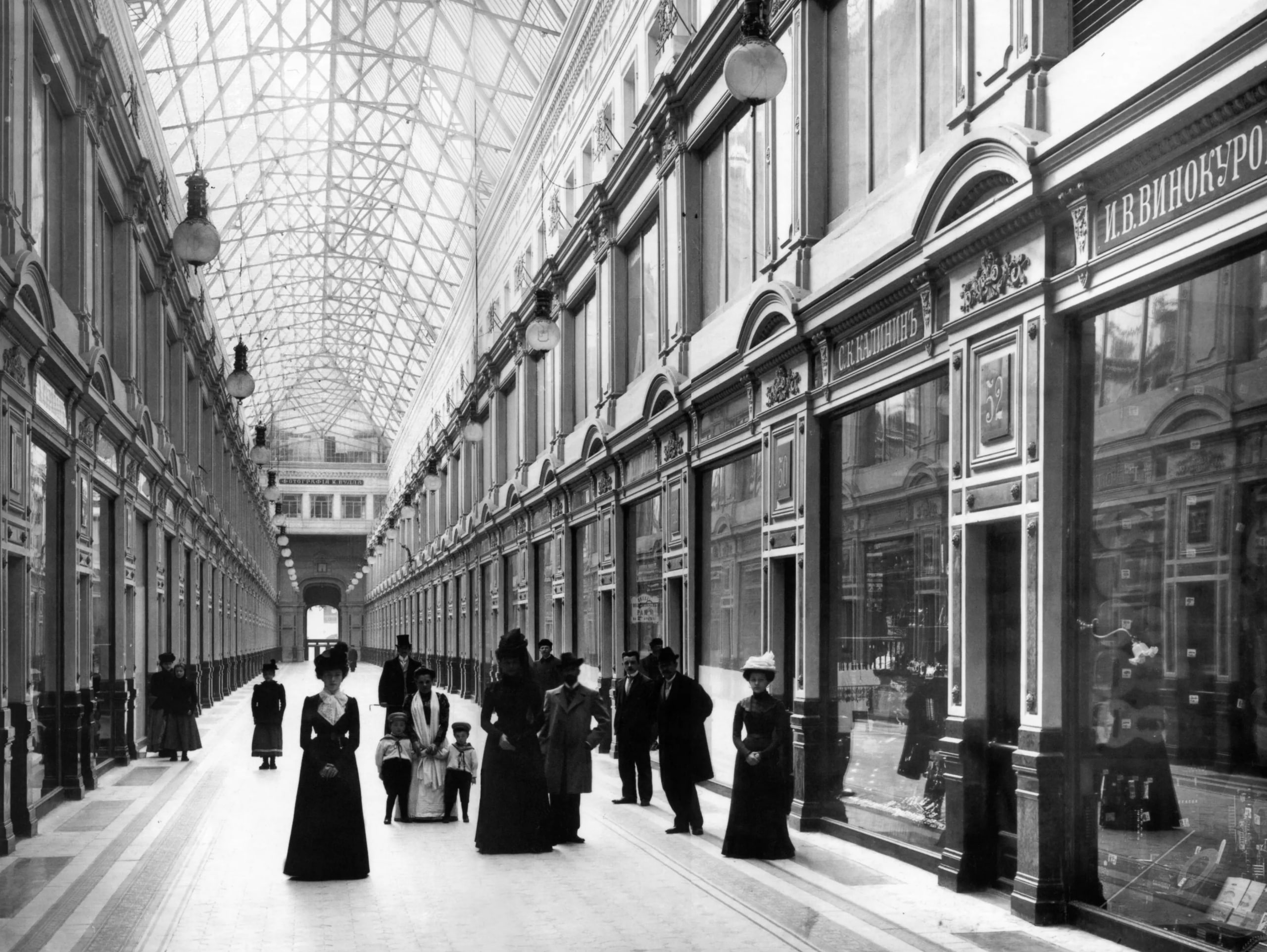
«Пассаж» в Санкт-Петербурге, фото 1902 года
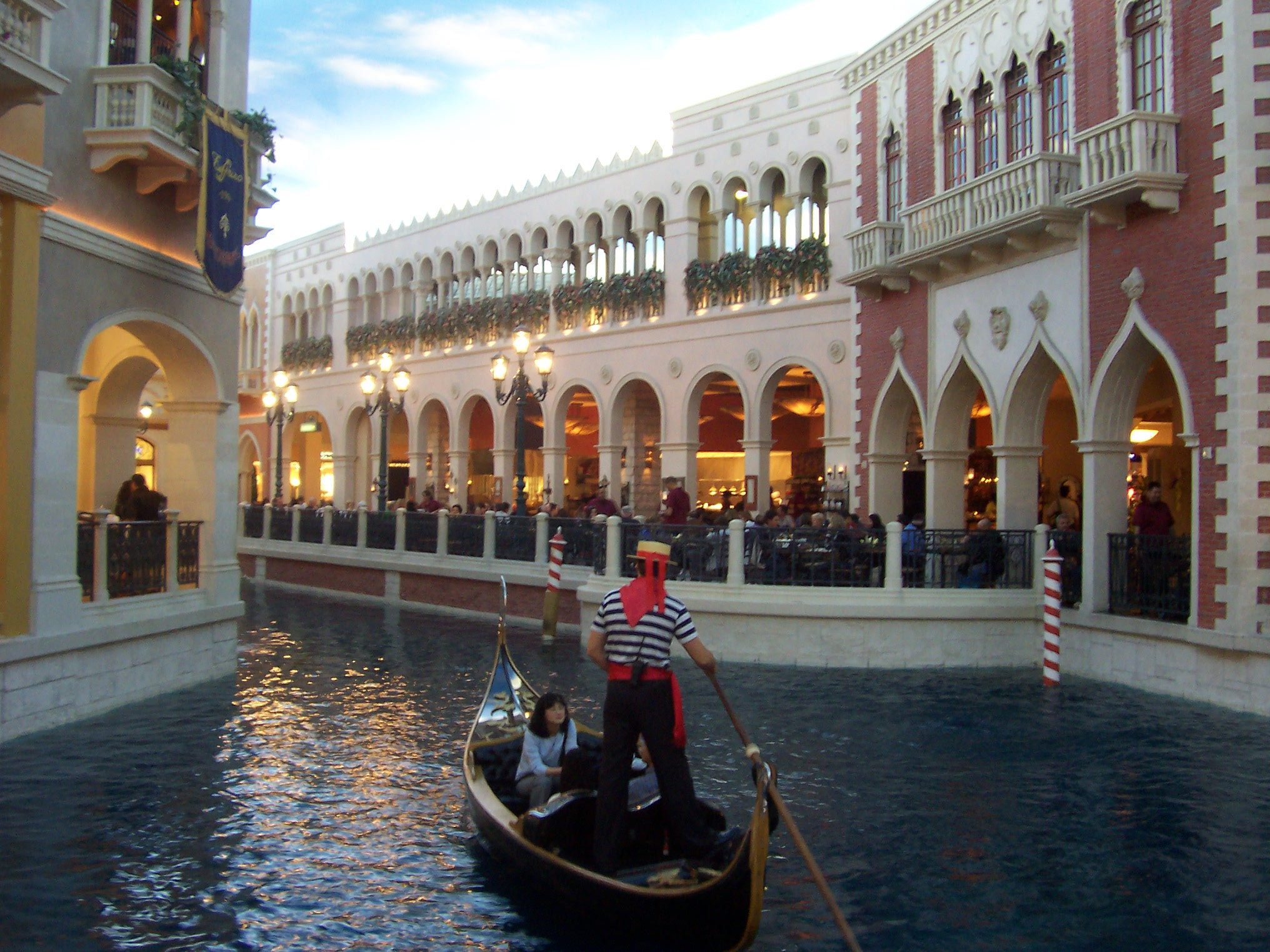
Торговый центр «Grand Canal Shoppes» в Лас-Вегасе
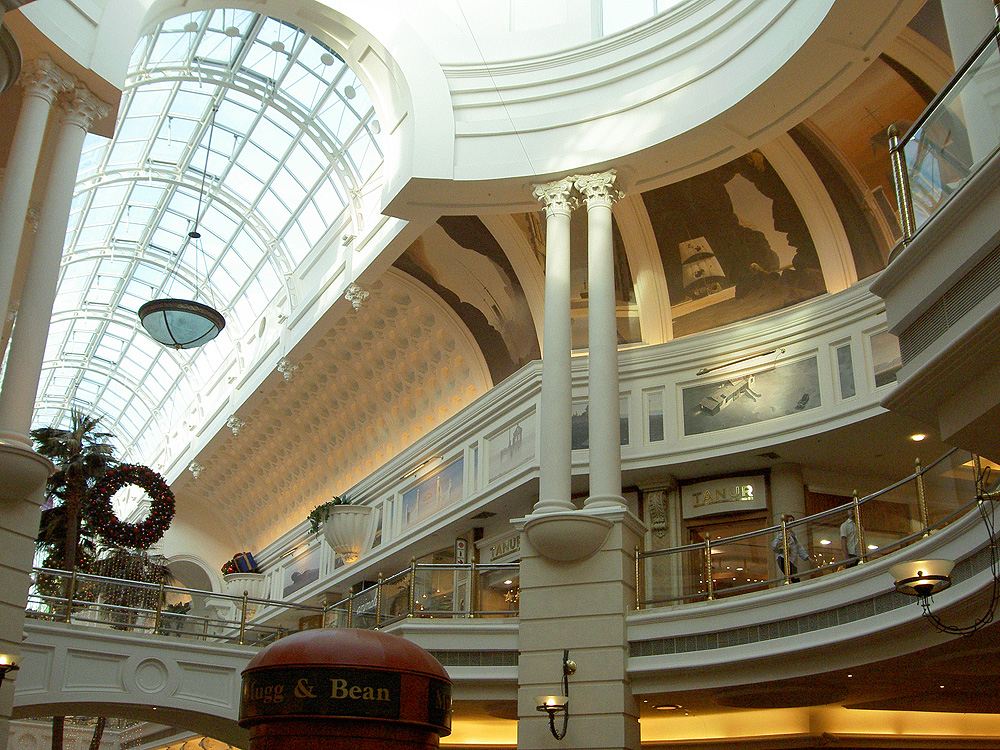
Пример молла с естественным освещением через стеклянный купол
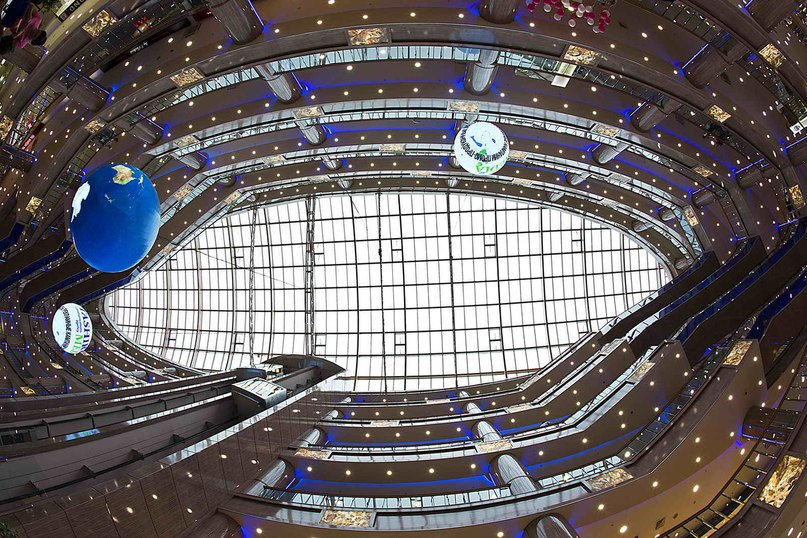
ТРЦ «Рио» в Москве. Вид на центральный атриум
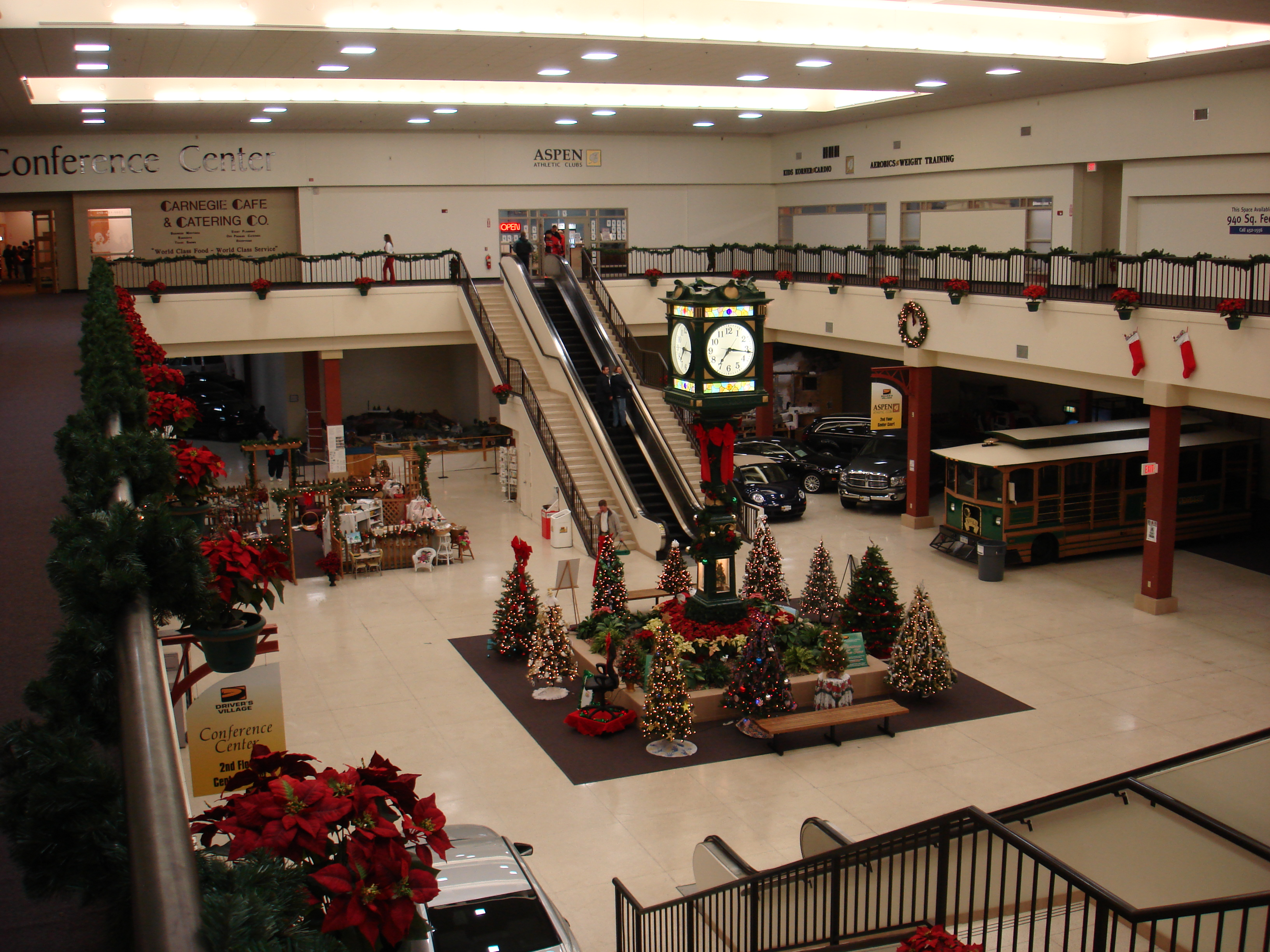
Новогоднее оформление одного из торговых центров Нью-Йорка
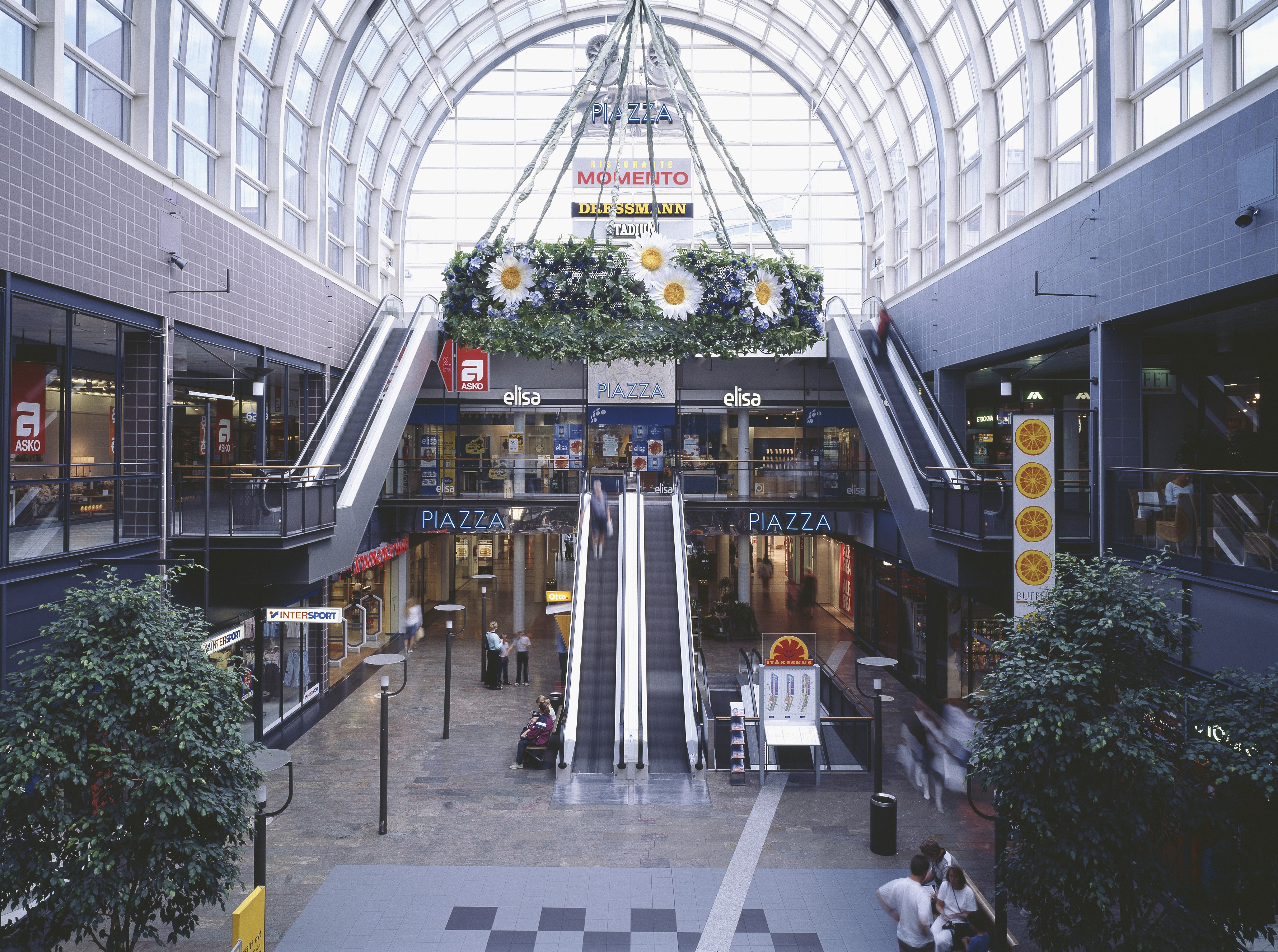
«Itis», торговый центр в Итякескусе (Хельсинки, Финляндия)
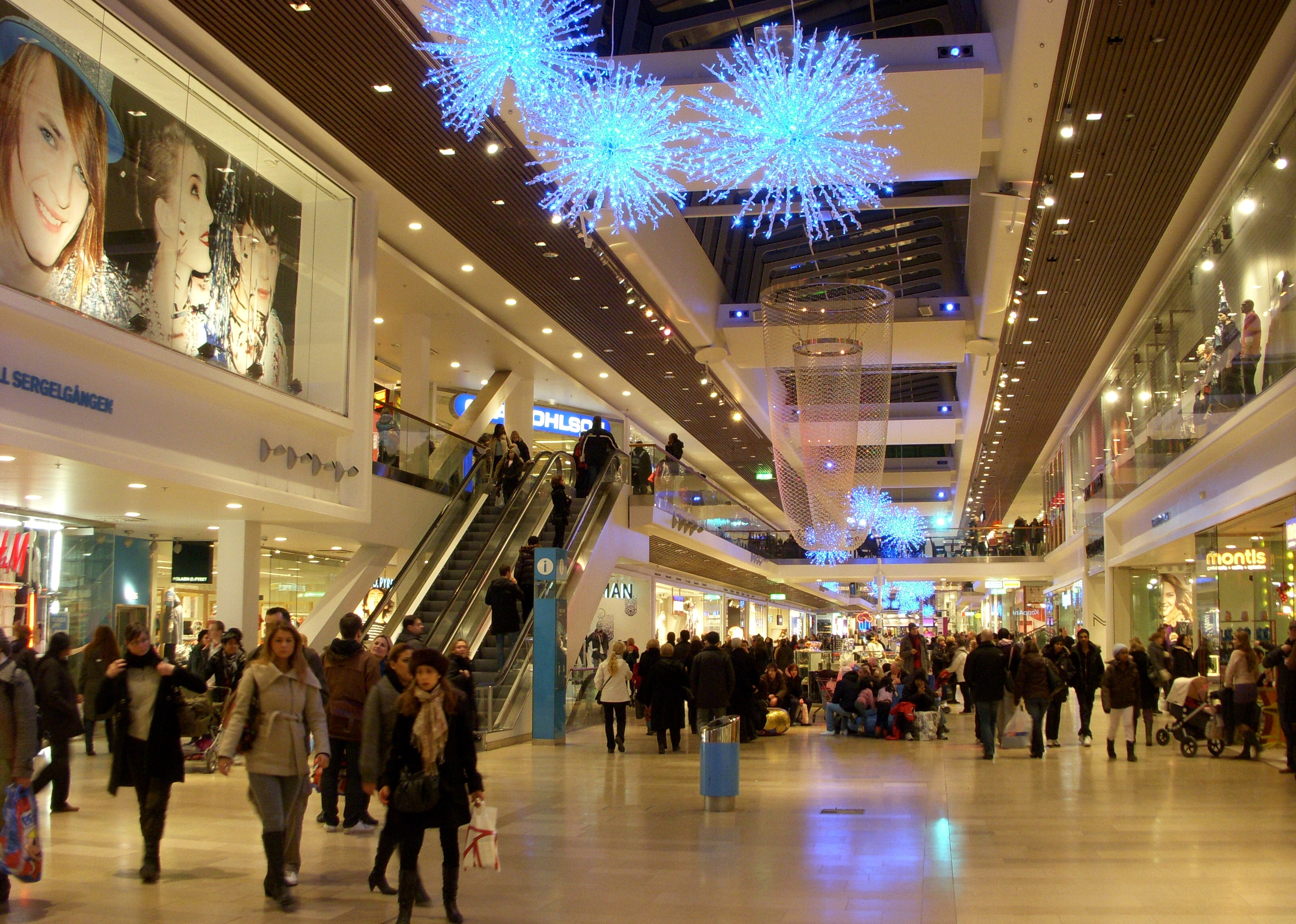
Оформление торгового центра в Стокгольме